# Арденнские егеря
Арденнские егеря (фр. Chasseurs Ardennais, нидерл. De Ardense Jagers), полное название Средний батальон арденнских егерей (фр. Bataillon médian de chasseurs ardennais) — пехотный батальон и элитное формирование вооружённых сил Бельгии, образованный в 1933 году под названием Полк арденнских егерей (фр. Régiment de chasseurs ardennais, нидерл. Regiment Ardense Jagers) как часть Средней бригады и как правопреемник 10-го линейного пехотного полка. Имя полка носилось до 2011 года, пока не было произведено сокращение подразделения до размеров батальона. Батальон (тогда полк) получил своё название в честь густой лесной и холмистой местности Арденн, где находился штаб полка. Девиз — «Сопротивляться до последнего!» (фр. Résiste et Mords!, буквально «Сопротивляйся и кусай!»).
Арденнские егеря стали особенно известными во Вторую мировую войну: во время вторжения вермахта в Бельгию в 1940 году они сдерживали натиск немецких танковых частей при Боданже, Шабреэ и в битве на Лисе. Они обороняли Денйце, районы Готтем и Винкт. Заслуги егерей отражены в их наградах: названия местечек, в которых они сражались (Арденны, канал Альбер, Дандр, Лис и Винкт), увековечены на штандарте егерей. В настоящее время егеря участвуют в операциях сил НАТО, миротворцев ООН и вооружённых сил стран Евросоюза, а также участвуют в гуманитарных операциях с участием вооружённых сил Бельгии по всему миру и сотрудничают с полицией Бельгии в ходе антитеррористических операций.

## Образование и структура
Полк егерей был образован в 1933 году по указу короля Леопольда III на основе 10-го линейного пехотного полка. Он был оснащён лёгкими бронеавтомобилями, противотанковыми орудиями и лёгкими бронетранспортёрами типа Renault Chenillette. 1 июля 1939 года из трёх полков арденнских егерей была создана дивизия арденнских егерей, куда входили мотострелковый батальон и артиллерийский полк, а общая численность дивизии варьировалась от 30 до 35 тысяч человек. В полку служили как профессиональные контрактники, так и призывники. Штаб состоял из профессиональных военных, большая часть из которых участвовали в Первой мировой войне и на протяжении 4 лет несли службу в 10-м линейном пехотном полку. Когда началась волна мобилизации после начала Второй мировой войны, была создана ещё одна дивизия арденнских егерей. Командовал ими генерал Морис Кейертс.
Личный состав арденнских егерей — это преимущественно уроженцы Валлонии и особенно Арденн, однако там проходили и проходят службу и представители других частей Бельгии. В частности, после реорганизации армии значительная часть фламандцев хотела продолжать службу в батальоне егерей. Этнического разграничения нет, в батальоне несут службу также и этнические немцы. Поскольку в бельгийской армии есть франкоязычные и нидерландскоязычные подразделения, каждый военнослужащий сам решает, где ему служить. Тем не менее, знание разговорного языка является одним из ключевых факторов, влияющих на отношение со стороны командования. В настоящее время арденнские егеря являются франкоязычным батальоном. До 1994 года в Фильсальме нёс службу 3-й немецкоязычный батальон полка арденнских егерей.

## Вторая мировая война

### Предвоенная ситуация
На момент начала Второй мировой войны бельгийские войска несли службу на тех пограничных территориях, откуда была наибольшей вероятность начала немецкого наступления: от северного сектора Люттиха до Весдра в Арденнах. В случае вооружённого столкновения арденнские егеря должны были вступить в бой. Остальная часть Арденнского массива, растянувшаяся вдоль франко-бельгийской границы, казалась непроходимой для немецких сухопутных сил, с точки зрения маршала Франции Филиппа Петена. Часть войск была переброшена на северную часть бельгийской границы к каналу Альберта, чтобы отразить нападение немцев. С начала войны арденнские егеря были полностью моторизованной частью: из тяжёлого вооружения у них были противотанковые САУ T13 I с 47-мм пушкой, которая могла пробить броню любого немецкого танка.
Союзный план заключался в том, что с одной стороны, арденнским егерям необходимо было сдержать натиск немецких войск в провинции Люксембург, а французские войска в районе Седана должны были помешать генеральному штабу ОКХ нанести полномасштабный удар по своей территории. По словам маршала Петена, если бы немцы прошли густые арденнские леса и долины, их бы тогда сумели «раздавить» франко-бельгийские силы. Стратегия обсуждалась на тайных переговорах между королём Бельгии и французским армейским генералом Морисом Гамеленом, однако собранная военными атташе в 1938—1940 годах информация о действиях вермахта дала ясно знать, что Германия намерена атаковать через территорию Люксембурга и через Арденны. Согласно воспоминаниям Эриха Манштейна, удар через Арденны необходимо было наносить неожиданно и стремительно, чтобы выйти к цели операции в нижнее течение Соммы, однако для этого необходимо было разбить силы французов и бельгийцев, которые могли быть переброшены в Южную Бельгию.
На основании имеющихся разведданных арденнским егерям дали задание измотать немцев боями и разрушением инфраструктуры. Все приказы о действиях войск основывались на том принципе, что приказы генеральных или полковых штабов должны выполняться командирами подразделений так, чтобы ни один отряд не попал в плен и не был уничтожен. Приказы издавались с учётом того, что телефонную и телеграфную связь могли оборвать немецкие парашютисты, поэтому отрезанным от других отрядам арденнских егерей предоставлялась относительная свобода действий.
На май 1940 года 1-я дивизия арденнских егерей численностью 9 тысяч человек имела следующую структуру:
- штаб дивизии
  - три полка арденнских егерей (2738 человек на один полк)
    - три батальона
      - три роты (220 человек каждая, подчинялась капитану)
        - три взвода стрелков (46 человек итого, взвод под командованием лейтенанта или старшего лейтенанта, штаб из пяти человек)
          - две боевые группы (15 человек с сержантом, добираются на велосипедах)
            - команда стрелков-пулемётчиков (два пистолета-пулемёта 7,65 мм Browning FL, стрелок и наводящий; также вспомогательный отряд численностью 5 человек, командир — капрал)
            - команда стрелков-гранатомётчиков (три человека с винтовками Mauser FN 1935[англ.] и винтовочными гранатами, командир — капрал)

          - миномётное отделение (три 50-мм миномёта DBT, 10 человек во главе с сержантом)

        - пулемётный взвод (37 человек)
          - два расчёта пулемётов Максима (пулемёты перевозятся на транспорте)
          - отделение снабжения (5 человек во главе с капралом)

    - 10-я мотоциклетная рота
      - три взвода стрелков (пулемётчики в колясках мотоциклов)
      - взвод пулемётчиков (три лёгких танка T-15[англ.])

    - 11-я противотанковая рота
      - три противотанковых взвода (четыре противотанковых САУ T 13)

  - инженерная рота
  - взвод артиллерии ПВО
  - рота транспорта
  - медицинская рота

Во 2-й дивизии егерей 2-й и 3-й батальоны в связи с отсутствием 11-х рот передвигались пешком и обладали меньшей боеспособностью. 10-е роты этих полков были транспортными ротами с восемью 76-мм миномётами и противотанковым взводом, укомплектованным тремя буксируемыми 47-мм противотанковыми пушками. По состоянию на май 1940 года велосипедный батальон арденнских егерей представлял собой следующую структуру:
- штаб батальона
  - две мотоциклетные роты
    - три взвода фузилёров

  - транспортная рота
    - два взвода пулемётчиков (четыре возимых пулемёта)
    - два противотанковых взвода (четыре 47-мм противотанковые пушки)

### Начало битвы за Бельгию
Тактика, которой придерживались арденнские егеря, доказывала свою состоятельность с первого дня войны. 10 мая 1940 года в 3 часа утра бельгийская разведка сообщила о массовом сосредоточении и движении немецких войск на границе с Бельгией. Командир арденнских егерей генерал Морис Кейертс приказал взорвать все пограничные мосты, не дожидаясь соответствующего распоряжения из генерального штаба вооружённых сил Бельгии, хотя к этому моменту посол Германии в Бельгии ещё не вручил ноту о том, что страны находятся в состоянии войны. За несколько месяцев до этого бельгийскую часть Арденн заблокировали различными воронками и ямами, а также каменными препятствиями, а все открытые пространства и проходимые участки Арденн были заминированы. Даже в глубине Арденн немецкие колонны, двигаясь по узким дорогам, натыкались на препятствия и несли потери в технике.
11 мая 1940 года во второй половине дня вдоль бельгийской границы немцы всё-таки преодолели заминированные участки, а к середине дня начала наступление 1-я танковая дивизия вермахта в сторону Нешато, который защищали не только арденнские егеря, но и французские стрелки-мотоциклисты численностью несколько сотен человек. Позиции противника были взяты немцами с небольшими потерями, а позже та же дивизия заняла Бертри и Буйон, где французы продержались ещё сутки. В ходе наступления бельгийцев отрезали от остальной части сил, однако те пытались задержать танки любой ценой с помощью самодельных препятствий. Вследствие этого планы вермахта были нарушены. Позже Эрвин Роммель писал:

Это не люди, а зелёные волки.
Оригинальный текст (нем.)Das sind keine Männer, sondern grüne Wölfe.

На бельгийско-люксембургской границе арденнские егеря получили приказ держать позицию и не допускать окружения. 10 мая в 5:35 1-я танковая дивизия перешла люксембургскую границу у Мартеланжа, прорвав пограничные укрепления и связавшись с десантниками полка «Великая Германия». Сильные разрушения на дорогах препятствовали продвижению вермахта, а в условиях гористой местности их попросту невозможно было обойти, поэтому наступление было отложено на сутки. В Мартеланже и Боданже, в боях за которые погиб командир егерей Брикар, около сотни егерей сдерживали немецкие силы численностью 3 тысячи человек при постоянном артиллерийском обстреле со стороны противника. У бельгийцев не было тяжёлого оружия, поскольку вся артиллерия была передана 7-й дивизии для обороны канала Альберта. Немцам понадобилось 8 часов, чтобы взять позиции. В Бастони утром небольшая группа людей сдерживала немцев, пока их командир капрал Кади не застрелился в бункере. Противотанковая САУ T13 с 47-мм пушкой образца 1931 года подбила пять немецких танков. 12 мая передовой отряд полковника Пауля Германа Вернера вышел к Ивуару на Маасе и попытался взять мост, однако 5-й полк арденнских егерей, вооружённый 47-мм противотанковыми пушками и превосходивший в полтора раза немцев по численности, отбил атаку. Под огнём противника был взорван мост, и немцам пришлось отправиться в местечко У (фр. Houx) для совершения перехода.

### Захват Бельгии
Арденнские егеря, разрушая дороги и мосты, замедляли продвижение немцев и отступали только после изматывающих боёв, вследствие чего немцы затратили лишние сутки. Вплоть до битвы на Лисе егеря продолжали играть роль передовых частей. 1-му полку на Лисе было приказано закрыть проход в сторону Дейнце, который появился после того, как сдался 15-й линейный пехотный полк. Сопротивление 2-й дивизии егерей привело к тому, что 396-й пехотный полк вермахта вынужден был отступить. Севернее 1-я дивизия арденнских егерей перешла в контратаку у Дейнце после того, как 25 мая капитулировала 4-я пехотная дивизия бельгийских войск: атака шла не в сторону Лис, а обходной канал, который соединялся с Северным морем. Немцы расположились к западу от канала и создали там плацдарм. 1-й и 3-й полки егерей сдерживали немцев, провели несколько контратак и отбили Винкт, однако пробиться к своим обратно не смогли. В результате сражения немцы потеряли несколько сотен человек из 56-й пехотной дивизии и выместили свой гнев на гражданских: с 26 по 28 мая 1940 года в Винкте солдатами 337-го пехотного полка были убиты от 86 до 140 мирных жителей. Арденнские егеря не прекращали сражения вплоть до капитуляции Бельгии.

## Послевоенные годы и наши дни
Арденнские егеря несли регулярную службу в расширенном составе в годы Холодной войны. Так, 1-й батальон, находившийся в Арлоне, после войны нёс службу в составе бельгийского контингента на оккупированной территории Германии (Зигбург, Хемерш, Шпих, Зиген), а остальные два батальона были в Бастони и Реншё. 11 июля 1960 года 1-я рота 1-го батальона отправилась в Матади в разгар Конголезского кризиса, где действовала против поднявшей бунт Force Publique.
После завершения Холодной войны произошло сокращение вооружённых сил Бельгии, а в самой стране отменили призыв, сохранив только батальон и полковой оркестр. Процесс объединения, начавшийся в 2010 году, привёл к тому, что в действующий батальон арденнских егерей были собраны бойцы батальонов с 1-го по 5-й, а 6-й был расформирован, передав знамя гвардии провинции Люксембург. В настоящее время штаб батальона находится в Марш-ан-Фамен в казарме, открытой 14 июля 1978 года. В настоящее время егеря участвуют в миссиях НАТО (контингент в Эстонии), ООН и Евросоюза (BELBAT, UNOSOM, BELUBG, UNIFIL, ISAF, BELKOS, MALI), а также помогают полиции Бельгии в проведении антитеррористических мероприятий. Так, с 2015 года егеря охраняют все еврейские школы и синагоги в связи с повышенной угрозой со стороны исламистов.

## Символика
Символ арденнских егерей — вепрь, изображённый на кокарде солдат и символизирующий борьбу против врагов до самого конца. Традиционно вепрь всегда символизировал Арденны и считался у галлов и германцев символом мужества. Позже римляне и германцы сделали охоту на кабана своеобразным ритуалом инициации юноши как воина, после которого тот становился взрослым. С 2008 по 2017 годы талисманом арденнских егерей была свинья по кличке Диана (5 декабря 2007 — 21 июня 2017).

## Награды
На штандарте Арденнских егерей отмечены следующие населённые пункты, в битвах за которые отличились егеря:
- Namur
- Termonde
- Yser
- Esen
- Kortemark
- Ardennes
- La Dendre 1940
- Vinkt

Подразделение егерей награждено орденом Леопольда 2-го класса и французским Военным крестом.

## В культуре
- В городе Марш-ан-Фамен, где находится штаб егерей, действует Музей арденнских егерей (фр. Musée des chasseurs ardennais). Также есть национальные музеи арденнских егерей в Мартеланже, Вильсальме и Шабреэ.
- Роман Ксавье Анотта «О несправедливых тайнах» (фр. De secrètes injustices) — детектив, сюжет которого связан с битвой при Винкте и участием арденнских егерей.
- Арденнским егерям посвящена песня «Resist and Bite» из альбома Heroes шведской метал-группы Sabaton.
- Считается, что британские коммандос стали носить зелёные береты по образцу арденнских егерей в знак заслуг бельгийских солдат перед сопротивлением вермахту.